# Orchis sezikiana
Orchis sezikiana là một loài lan được tìm thấy ở Crete đến tây nam Thổ Nhĩ Kỳ và Cộng hòa Síp.

## Hình ảnh

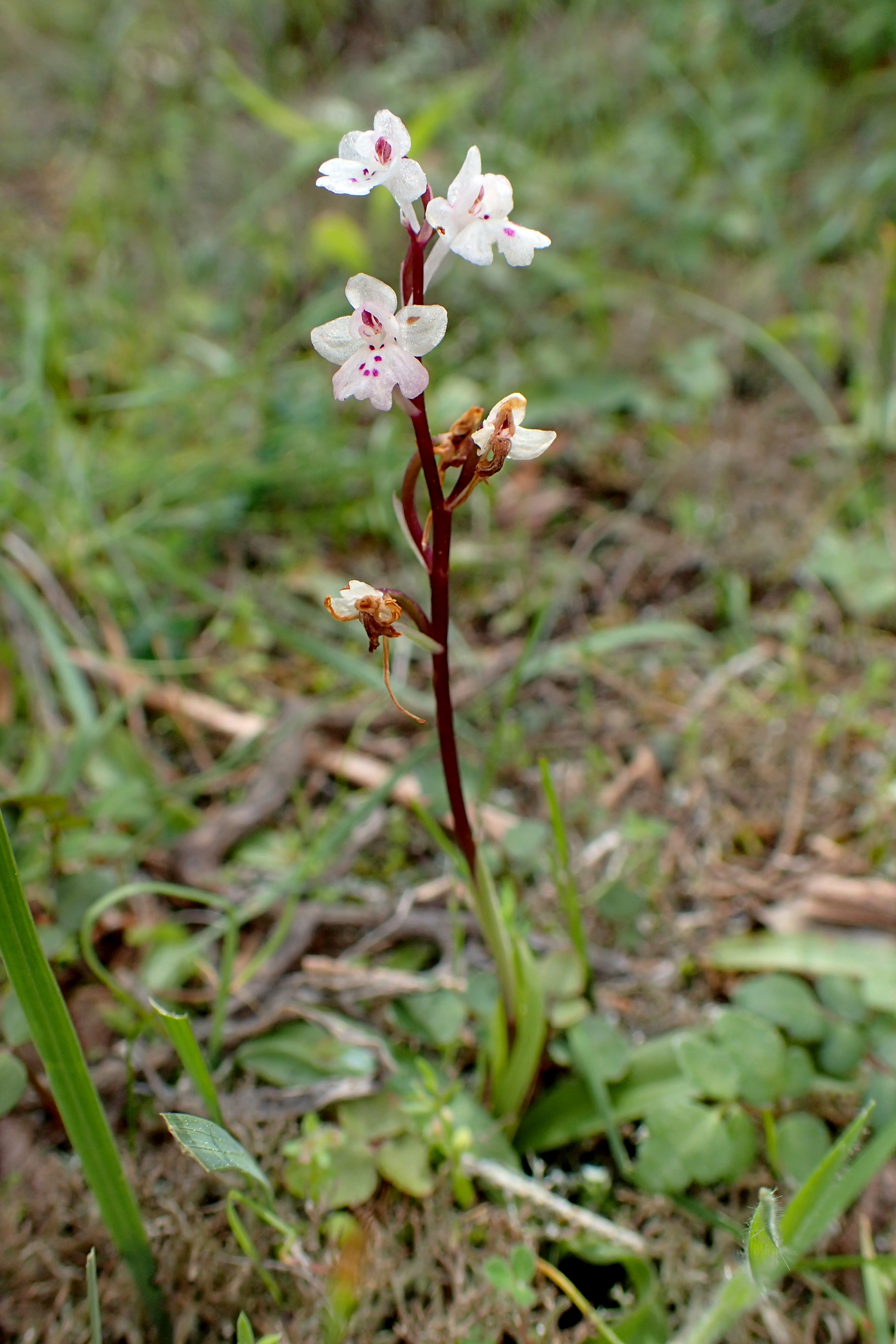